# Gynoplistia bona
Gynoplistia bona är en tvåvingeart som beskrevs av Alexander 1920. Gynoplistia bona ingår i släktet Gynoplistia och familjen småharkrankar. Inga underarter finns listade i Catalogue of Life.